# Mami Donoshiro
 (mai 2025).
Si vous disposez d'ouvrages ou d'articles de référence ou si vous connaissez des sites web de qualité traitant du thème abordé ici, merci de compléter l'article en donnant les références utiles à sa vérifiabilité et en les liant à la section « Notes et références ».
Mami Donoshiro (道城 まみ, Donoshiro Mami) (née le 8 mars 1975) est une joueuse de tennis japonaise, professionnelle dans la première moitié des années 1990. 
Pendant sa carrière, elle a remporté un titre WTA en double.

## Palmarès

### Titre en double dames
| No | Date       | Nom et lieu du tournoi                | Catégorie | Dotation  | Surface    | Partenaire  | Finalistes               | Score    |          |
| -- | ---------- | ------------------------------------- | --------- | --------- | ---------- | ----------- | ------------------------ | -------- | -------- |
| 1  | 04/04/1994 | Japan Open Tennis Championships Tokyo | Tier III  | 150 000 $ | Dur (ext.) | Ai Sugiyama | Yayuk Basuki Nana Miyagi | 6-4, 6-1 | Parcours |

### Finale en double dames
Aucune

## Parcours en Grand Chelem

### En simple
N'a jamais participé à un tableau final.

### En double dames
| Année | Open d'Australie | Open d'Australie | Internationaux de France | Internationaux de France | Wimbledon                   | Wimbledon               | US Open | US Open |
| 1994  | -                | -                | -                        | -                        | 1er tour (1/32) Ai Sugiyama | Bryukhovets P. Langrová | -       | -       |

Sous le résultat, la partenaire ; à droite, l’ultime équipe adverse.

## Classements WTA en fin de saison

### En simple
| Année | 1991 | 1992 | 1993 | 1994 | 1995 | 1996 |
| Rang  | 522  | 353  | 395  | 825  | 548  | 874  |

Source : (en) « Classements de Mami Donoshiro », sur le site officiel du WTA Tour

### En double
| Année | 1992 | 1993 | 1994 | 1995 | 1996 |
| Rang  | 166  | 379  | 105  | 486  | 561  |

Source : (en) « Classements de Mami Donoshiro », sur le site officiel du WTA Tour